# Hato Mayor del Rey
Pour les articles homonymes, voir Hato.
Hato Mayor del Rey est une ville de l'Est de la République dominicaine. C'est la capitale de la province d'Hato Mayor et elle a une population de 43 544 habitants.

## Géographie
Hato Mayor del Rey est la capitale de la province Hato Mayor. Elle a pour limites : au Nord les communes de El Valle et Sabana de la Mar, au Sud la province de San Pedro de Macorís, à l'Est la province El Seibo et à l'Ouest la commune de Bayaguana (Monte Plata). Elle se situe à 27 kilomètres de la province San Pedro de Macorís et à 110 kilomètres de la capitale du pays Santo Domingo. Elle est divisée en trois districts municipaux : Yerba Buena, Mata Palacio et Guayabo Dulce.

## Origine du nom
En espagnol, hato signifie troupeau. Il désigne par extension une ferme d'élevage. À l'origine, la région était découpée en plusieurs fermes. La plus grande (mayor) était réservée à l'élevage destiné au Roi (Rey) Charles Quint.

## Histoire
Le domaine de Hato Mayor del Rey exista vers l'année 1520 sur un ensemble de terres destinées à l'élevage et l'agriculture. Francisco Dávila, en tant que Trésorier Royal et Régisseur Perpétuel d'Hispaniola, créa avec son neveu Gaspar Dávila, le Majorat des Dávila le 23 août 1554 à Saint-Domingue, en regroupant en son sein la globalité de ces terrains.
Le domaine passa d'héritier en héritier au fil des âges jusqu'à ce que Antonio de Coca y Landeche, administrateur perpétuel du Majorat des Dávila fonde en 1737 le village de Hato Mayor del Rey, après y avoir érigé un ermitage dédiée à Notre-Dame de las Mercedes pour répandre la religion catholique auprès des paysans locaux.
Jusqu'en juillet 1843, Hato Mayor del Rey formait une section de la commune et province El Seibo. Le président haïtien Charles Hérard aîné en fit une commune indépendante. Mais le 9 mai 1845, la commune devint à nouveau un simple poste militaire de El Seibo. Le Président Manuel Jiménes la proclama finalement commune le 13 octobre 1848.
Le 14 décembre 1888, la dernière héritière du Majorat des Dávila, Maria De Las Mercedes de la Rocha Landeche De Fernandez y Coca, fit don des 107 hectares du Majorat à la municipalité de Hato Mayor del Rey.